# Ванечек, Витек
Витек Ванечек (чеш. Vítek Vaněček; род. 9 января 1996, Гавличкув-Брод, Чехия) — чешский хоккеист,  вратарь. Игрок клуба НХЛ «Юта Маммот».Обладатель Кубка Стэнли 2025 года.

## Карьера
Воспитанник хоккейной школы ХК «Гавличкув-Брод». Выступал за «Били Тигржи» (Либерец), ХК «Бенатки-над-Йизероу». В 2015 году перебрался за океан, где на протяжении 5 сезонов играл в АХЛ за клуб «Херши Беарс» (149 матчей с учётом плей-офф).
В 2021 году дебютировал в НХЛ, став основным вратарём «Вашингтон Кэпиталз» после заболевания  Ильи Самсонова коронавирусом. Он сыграл 37 матчей в чемпионате (21 победа, 14 поражений, в т.ч. 4 в овертайме), был признан лучшим новичком января. В плей-офф провёл одну игру, выйдя на замену в матче с «Бостон Брюинз».
21 июля 2021 был выбран на драфте расширения новым клубом НХЛ «Сиэтл Кракен». Затем «Вашингтон» вернул Ванечека в обмен на драфт-пик второго раунда.
8 июля 2022 года был обменян в «Нью-Джерси Девилз» на выборы на драфте во втором и третьем раундах. 19 июля он подписал трёхлетней контракт с клубом на $10,2 млн.
8 марта вместе с выбором в седьмом раунде драфта 2025 года был обменян в «Сан-Хосе Шаркс» на финского вратаря Каапо Кяхкёнена.
В составе молодежной сборной Чехии — участник чемпионатов мира 2015 (3 матча) и 2016 (5 матчей). В составе юниорской сборной Чехии — серебряный призёр чемпионата мира 2014 (7 матчей).
5 марта 2025 года был обменян во «Флориду Пантерз» на Патрика Джайлза.